# Aurélie (chanson)
Pour les articles homonymes, voir Aurélie.
Singles de Colonel Reyel
Toutes les nuits
(2011) Ma Star
(2011)
Aurélie est une chanson du chanteur français Colonel Reyel, extraite de son premier album studio Au rapport (2011). La chanson au style ragga-dancehall et hip-hop est écrite et composée par Colonel Reyel, Guillaume Nestoret, et Pédro Pirbakas. La production est menée par Pédro 'Krys' Pirbakas.
Colonel Reyel raconte l'histoire d'une adolescente de seize ans qui décide de garder et d'élever seule l'enfant qu'elle attend alors que son petit ami l'a quittée et que sa famille et ses amis l'encouragent à avorter.
La chanson rencontre un succès commercial relatif, elle a atteint la 6e place du classement des ventes de single en France et la 9e place du classement des ventes de single en Belgique francophone. Elle atteint la 53e place du classement de fin d'année 2011 des ventes de singles en France. La chanson reçoit majoritairement des critiques mitigées à négatives de la part des journalistes, qui soulignent le texte anti-avortement et son possible impact sur les adolescentes. Jeanne Cherhal sous le pseudonyme Amiral Cherhal, compose une chanson Colonel, j’ai 16 ans racontant l'histoire d'une lycéenne influencée par la chanson Aurélie.

## Genèse
La chanson rapporte l'histoire d'une amie de Colonel Reyel. Le chanteur explique qu'« elle s'est sentie prête » à être mère, « c'est son choix, un choix qui appartient à chaque jeune fille ».

## Composition et analyse des paroles
Aurélie est une chanson au style ragga-dancehall et hip-hop écrite et composée par Colonel Reyel, Guillaume Nestoret, et Pédro Pirbakas. La production est menée par Pédro 'Krys' Pirbakas. La chanson est en tonalité Si mineur. Le battement par minute au cours de la chanson est variable. Parmi les instruments, on peut citer une batterie, une basse, un piano, un synthétiseur et des cordes.
Dans la chanson, Colonel Reyel raconte l'histoire d'une adolescente de seize ans qui décide de garder l'enfant qu'elle attend alors que son copain l'a quittée et que sa famille et ses amis l'encouragent à avorter. La jeune fille décide d'élever seule l'enfant. Lors d'une interview avec Charts in France, le chanteur explique essayer « d'évoquer dans l'histoire, c'est que ça reste avant tout un choix personnel. C'est à la jeune fille de juger si elle est apte à donner la vie ou pas, tout simplement. Et dans le cas d'Aurélie, elle se sent prête, il faut donc la soutenir plutôt que de la brimer. J'ai été animateur avec les adolescents pendant pas mal d'années, énormément d'ados m'ont fait part de leur relation de couples, et de ce problème en particulier. C'est un tabou et j'ai voulu le briser ». Le chanteur précise ne pas être « contre l'avortement. Il est un droit fondamental à la femme depuis des années en France et dans certains cas il est nécessaire, [il n'y] a pas d'hésitation à avoir là-dessus, c'est un fait établit ». Éric Loret du journal Libération fait remarquer que la chanson dit que « si les parents d’Aurélie lui « conseillent l’avortement », ce n’est pas pour son bien, mais parce qu’ils n’acceptent pas « qu’elle souhaite donner la vie » ». Loret compare le personnage d'Aurélie à Ève personnage de la Genèse. « C’est à peu près le récit d’Ève tentatrice faisant avaler la pomme à Adam. Gare à Aurélie, la violeuse de chauffeurs de Twingo, qui veut, comme le tambourine Colonel Reyel, être « mère à tout prix » et « donner la vie », son droit le plus strict, on ne le répétera jamais assez ». Aurélie Campagne de Rue89 fait remarquer que « la chanson glorifie le courage de la jeune fille, qui décide de garder l’enfant malgré les galères que cela implique, et un entourage qui lui tourne le dos ».
Thierry Cadet de Charts in France rappelle au chanteur qu'« un artiste a la responsabilité de ses discours car le public s'identifie à lui » et le questionne sur l'influence que la chanson peut avoir au près « des jeunes filles qui t'écoutent, à garder un enfant alors qu'elles ne sont âgées que de quatorze ou quinze ans ? ». Le chanteur décline en expliquant qu'il « ne pense pas que ce soit moi qui incite qui que ce soit. Avant que Colonel Reyel ne soit là, il y avait déjà une sexualité chez les adolescents, ce n'est pas moi qui l'ai inventée. J'essaie juste de parler d'une histoire précise ». Dans la chanson, il évoque l'actrice Mathilde Seigner et le tennisman Jo-Wilfried Tsonga.

## Accueil

### Accueil critique et polémique
La chanson reçoit majoritairement des critiques mitigées à négatives de la part des journalistes, qui soulignent le texte pro-vie et son possible impact sur les adolescentes.
Frédéric Mangard de Charts in France lors de sa critique de l'album fait remarquer que la « chanson échappe à la mixture sonore » d'Au rapport où « Colonel Reyel s'engage sur l'avortement ». Pour Jonathan Hamard note un refrain « accrocheur » et un texte avec un « peu plus de profondeur » que le reste de l'album. Sonia Ouadhi de Music Actu reconnait que malgré ces « textes légers sur l'amour et les femmes, il sait aussi traiter de sujets plus sérieux tels que les mères adolescentes ».
Pour Éric Loret de Libération la chanson est « un manifeste pro-vie ». Loret dénonce que la chanson « reprend point par point les démonstrations des anti-avortements » et que le clip soit diffusée sur des sites internet du mouvement pro-vie. Par la même occasion, Loret dénonce l'absence de critique de la chanson avant la sienne. À la suite de cet article, une polémique autour de la chanson débute. Colonel Reyel se défend d'être contre l'avortement.
En réponse, la chanteuse Jeanne Cherhal, sous le nom d'Amiral Cherhal, compose une chanson Colonel, j’ai 16 ans racontant l'histoire d'une lycéenne influencée par la chanson de Colonel Reyel. La chanteuse explique « quand j’avais quinze ou seize ans, c’étaient les chansons de Renaud qui m’ouvraient l’esprit, et c’était tout sauf réactionnaire. Si la chanson de Colonel Reyel et le succès qu’elle remporte sont le reflet d’une époque, alors c’est inquiétant ». La chanteuse cherche avant tout une réponse de Colonel Reyel, elle affirme n'avoir « aucune ambition esthétique ». Un échange jugé par Le Point « faiblard » mais qui pour l'hebdomadaire a « le mérite d'exister ».
Colonel Reyel répond à Cherhal qu'« elle n'a pas du tout compris la chanson » en ajoutant que son morceau est « plutôt faible musicalement ». Cependant le chanteur explique « je ne sais pas si je referais la chanson de la même façon ».

### Accueil commercial et promotion
L'accueil commercial d'Aurélie est plus mitigé que ceux de ces précédents singles Celui... ou Toutes les nuits. En France, le single se classe à la 67e place des classements de ventes de singles lors de la première semaine le 9 avril 2011. La semaine suivante le single progresse de 61 places en se classant à la 6e place des ventes avec 7 155 ventes. En troisième semaine, le single se classe à la 10e place avec 5 513 ventes. La semaine suivante l'album sort du top 10 en se classant 11e et reste 9 semaines dans le top 20, avant d'en sortir. Le single se classe 22 semaines dans le top 100.
En Belgique francophone, le single se classe à la 48e place des ventes de singles la semaine du 28 mai 2011 et atteint sa meilleure position la semaine 9 juillet 2011 à la 9e place. Au total, le single se classe pendant 21 semaine. Le single se classe dans l'Airplay à la 17e place des titres les plus diffusés. En Suisse, Aurélie se classe à la 61e la semaine du 3 juillet 2011. Le titre ne reste classé que deux semaines.
À la suite du succès modéré de la chanson, elle est intégrée dans neuf compilations, dont celles de la radio NRJ ou de la chaîne de télévision M6.

## Classements
| Classement                              | Meilleure position |
| --------------------------------------- | ------------------ |
| Belgique (Wallonie Ultratop 50 Singles) | 9                  |
| France (SNEP)                           | 6                  |
| Suisse (Schweizer Hitparade)            | 61                 |

| Classement (2011) | Position |
| ----------------- | -------- |
| France            | 53       |

## Clip vidéo
Aurélie est illustrée par un clip vidéo sorti le 27 mai 2011. Le clip vidéo en noir et blanc débute par une succession d'image de grand ensemble. Le chanteur apparait sur une scène avec en fond un pianiste (Laurent Callens) jouant à un piano à queue et un grand rideau de théâtre qui ressort en rouge. Après le début du premier couplet, les images du chanteur sur la scène ou dans la rue avec un tee shirt qui ressort rouge, s'entrecoupent avec Aurélie dans différentes situations tantôt en cours, tantôt avec ses amis. Lors des couplets, les acteurs du clip vidéo illustrent les paroles de la chanson. 
Lorsque le chanteur entonne « Mettre un enfant au monde ne devrait pas être puni/C’est la plus belle chose qui soit et si tu le nies/C’est que tu n’as rien compris », il joint ces mains en signe de prière en levant ses yeux au ciel. À la fin de la vidéo, le chanteur est rejoint sur la scène par les acteurs du clip vidéo, Aurélie apparait enceinte aux côtés du père de l'enfant qu'elle attend.
Sur la plateforme de vidéo YouTube, le clip vidéo de la chanson est la plus vue en France en 2011,.